# Claudia Sheinbaum
Claudia Sheinbaum (født 24. juni 1962 i Mexico City, Mexico) er en mexicansk politiker og miljøingeniør.
Hun startede sin politiske karriere i 2015 i en del af Mexico City. 1. juli 2018 blev hun valgt som borgmester i Mexico City som den første kvinde og som den første jøde. Hun meddelte 12. juni 2023, at hun ville træde tilbage som borgmester for at deltage i præsidentvalget året efter.
I forbindelse med valget 2. juni 2024 blev hun valgt til posten som Mexicos præsident. Også her første kvinde og første jøde. Hun tiltrådte posten 1. oktober 2024. Her efterfugte hun den siddende præsident, Andrés Manuel López Obrador.

## Uddannelse
Hun har studeret miljøingeniør og fået en master på Universidad Nacional Autónoma de México og en Ph.D. på Lawrence Berkeley National Laboratory (en) i Berkeley, Californien, USA. Hun har også været en del af FN's klimapanel, Intergovernmental Panel on Climate Change (IPCC).

## Personligt
Hun blev født 24. juni 1962 i Mexico City som datter af en kemiingeniør og forretningsmand (død 2013) og en biolog og professor emerita. Faderens forældre flygtede fra Litauen i 1920'erne, mens moderens forældre var holocaustflygtninge fra Bulgarien. Hun har to søskende. Hun var gift i 29 år med Carlos Ímaz Gispert med hvem hun har en datter. I 2023 giftede hun sig med Jesús Maria Tarriba Unger, der er bankuddannet. Hun har fejret jødiske helligdage med sine bedsteforældre, men anser sig ellers som sekulær. Hendes bror er fysiker.